# Enhydriodon
Enhydriodon був родом видр, які мешкали на території сучасної Ефіопії в епоху міоцену та пліоцену. Вважається, що Enhydriodon є родичкою сучасних видр. Enhydriodon був описаний як досить велика видра, хоча був знайдений лише його череп. За оцінками, його вага становить близько 200 кілограмів, що робить його найбільшою мустелою, описаною досі.